# Miami Fusion Football Club
El Miami Fusion Football Club fou un club de futbol professional de la ciutat de Fort Lauderdale, Florida.
Es fundà l'any 1997. Va participar en la Major League Soccer de 1998 a 2001. Va desaparèixer el 2001 després que l'MLS reduís el nombre de clubs de la competició de 12 a 10.

## Història
L'èxit de la Major League Soccer (MLS) va propiciar una expansió del torneig per a la temporada 1998. Els afeccionats al futbol del sud de Florida es van mobilitzar perquè el futbol professional tornés a la zona, al·legant a la tradició esportiva per l'existència en els anys 1970 d'un club, Fort Lauderdale Strikers, de l'extinta North American Soccer League. Un grup d'empresaris liderat per Ken Horowitz va presentar una oferta a l'MLS, i el comissionat de la lliga va atorgar a Miami una de les dues places d'expansió disponibles a partir de la temporada 1998.
El nou equip es va dir «Miami Fusion» i va ser el primer de l'MLS que va jugar en un camp específic per a futbol, el Lockhart Stadium de Fort Lauderdale. Els propietaris van contractar a Carlos Valderrama, procedent del Tampa Bay Mutiny, per atreure al públic. A l'inici de la temporada 1998, el 15 de març contra el DC United, van acudir més de 20.000 espectadors. No obstant això, l'afluència va caure en relació amb el seu acompliment. El major assoliment en els seus tres primers anys va ser disputar la final de la US Open Cup de l'any 2000, que va perdre contra el Chicago Fire.
La situació va canviar el 2001, quan va arribar com a entrenador Ray Hudson, exjugador de Ft. Lauderdale en la NASL. Sota la seva direcció, Miami va acabar primer de la seva conferència i va guanyar l'Escut dels seguidors de l'MLS al campió de la fase regular. En els playoffs pel títol van ser eliminats en semifinals per San Jose Earthquakes, els eventuals vencedors.
Aquest bon any no va ser suficient per garantir la seva salvació. La Major League Soccer va anunciar la reducció del campionat de 12 a 10 equips per a la temporada 1998, amb l'objectiu de millorar la seva situació econòmica. Els dos afectats van ser els clubs de Florida, Tampa Bay Mutiny i Miami Fusion. I encara que Miami havia augmentat el nombre d'espectadors respecte a la temporada anterior, va acabar desapareixent per la seva baixa rendibilitat, amb un deute superior als 15 milions de dòlars.
En l'actualitat, la ciutat de Miami intenta aconseguir una plaça d'expansió de l'MLS per a finals de la dècada de 2010. A Fort Lauderdale es va establir un nou club, Fort Lauderdale Strikers, que juga en la nova North American Soccer League, la segona divisió dels Estats Units. El 7 de maig de 2015 es va presentar un nou equip amb el nom Miami Fusion, amb seu a Hialeah, que competeix en la National Premier Soccer League (equivalent a la quarta categoria).

## Palmarès
- MLS Supporters' Shield (1): 2001

## Jugadors destacats
- Ian Bishop (2001)
- Ian Woan (2001)
- Scott Budnick (1998-1999)
- Jeff Cassar (1998-2001)
- Leo Cullen (1998-2001)
- Henry Gutierrez (1998-2000)
- Jay Heaps (1999-2001)
- Marcelo Herrera (1998)
- Roy Lassiter (2000)
- Paulinho McLaren (1998)
- Tyrone Marshall (1998-2001)
- Pablo Mastroeni (1998-2001)
- Martín Machón (2001)
- Alex Pineda Chacon (2001)
- Preki (2001)
- Nick Rimando (2000-2001)
- Jim Rooney (1999-2001)
- Diego Serna (1998-2001)
- Carlos Valderrama (1998-1999)
- Welton (1999-2000)
- Eric Wynalda (1999-2000)

## Entrenadors
- Carlos Cordoba (1998)

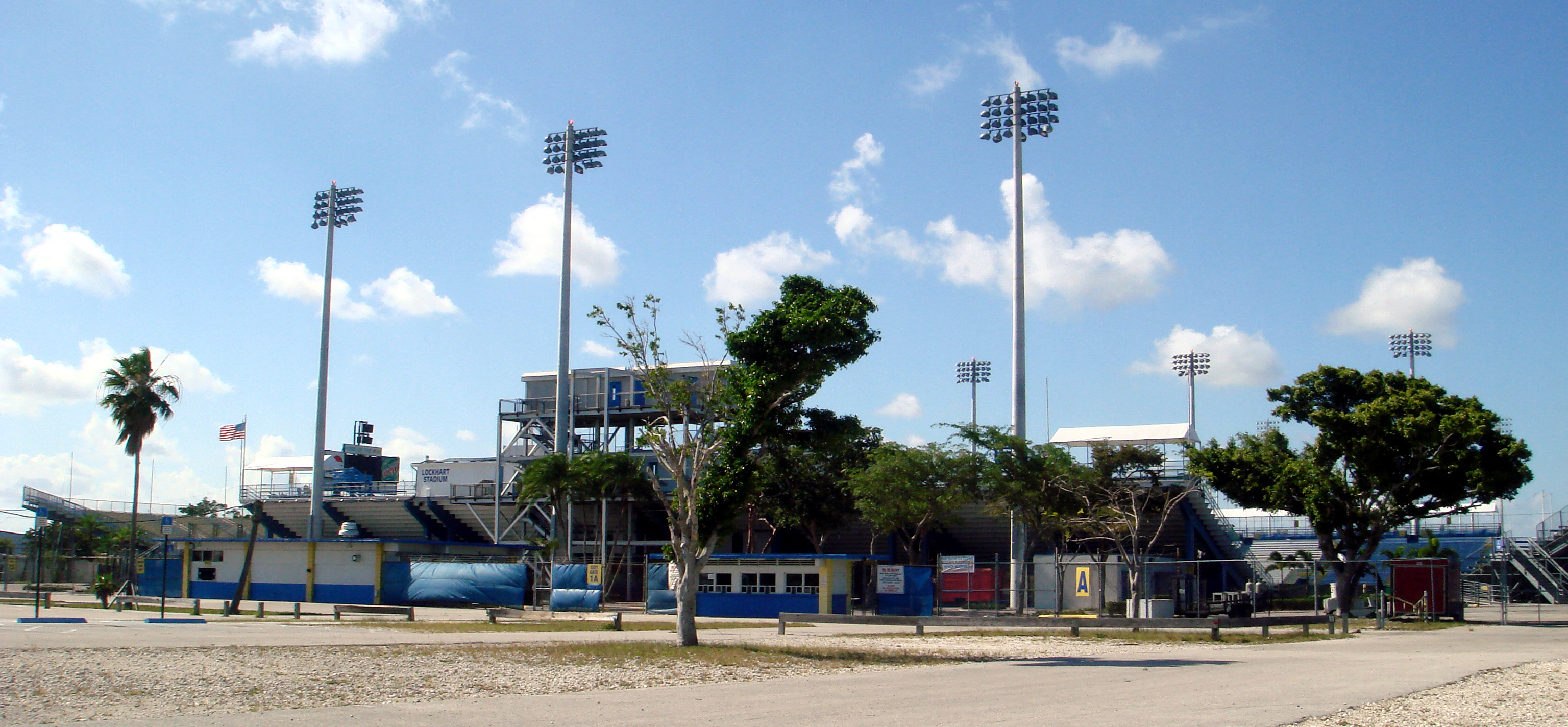
Estadi Lockhart

- Ivo Wortmann (1998-2000)
- Ray Hudson (2000-2001)

## Estadis
- Lockhart Stadium (1998-2001)